# Haus Meier
Das Haus Meier in Bremen, Stadtteil Horn-Lehe, Ortsteil Horn,  Horner Heerstraße 7, entstand 1869 nach Plänen von Baumeister H. Basselmann. 
Dieses Gebäude steht seit 1999 unter Bremer Denkmalschutz.

## Geschichte
Die repräsentative, klassizistische, verputzte, zweigeschossige Villa mit einem Walmdach und zwei Giebeldreiecken (Tympanon) entstand 1869 in der Epoche des Historismus für den Bremer Bürgermeister, Senator und Juristen Johann Daniel Meier. Er war 1863, 1865, 1868 und 1870 Präsident des Senats. Nur zwei Jahre nach dem Hausbau verstarb Meier bereits 1871. Das Relief des Familienwappens befindet sich in einem der Giebeldreiecke.

Neben dem Haus stand bzw. steht das Landhaus von Hieronymus Klugkist (1750) bzw. Focke/Fritze (1820), bekannt als Borgward-Villa.
Der Umbau von 1930 lag in den Händen des Architekten Rudolph Leymann im Büro Wilhelm Blanke und der Umbau von 1959 bei Architekt Rudolf Lodders. Hausbesitzer waren nach Meier u. a. Kaufmann Emil Plate (um 1884), Familie Schütte (um 1930), Familie Borgward (um 1958).

Aktuell (2017) wird das Haus für geschäftliche Zwecke und zum Musikunterricht genutzt.